# 河津寅雄
河津 寅雄（かわづ とらお、1902年3月1日 - 1979年2月2日）は、熊本県阿蘇郡北小国村（現・小国町）出身の政治家。
1948年（昭和23年）から死去する1979年（昭和52年）まで小国町長を務め、1963年（昭和38年）10月から1978年（昭和38年）10月まで8期15年間に渡って全国町村会長を務めた。町長時代には給与など一切の報酬を辞退した。また、1957年（昭和32年）から自由民主党熊本県連会長も務めた。

## 経歴
1902年（明治35年）3月1日、熊本県阿蘇郡北小国村（現・小国町）に生まれ、旧制鎮西中学校を卒業した。

### 小国町長として

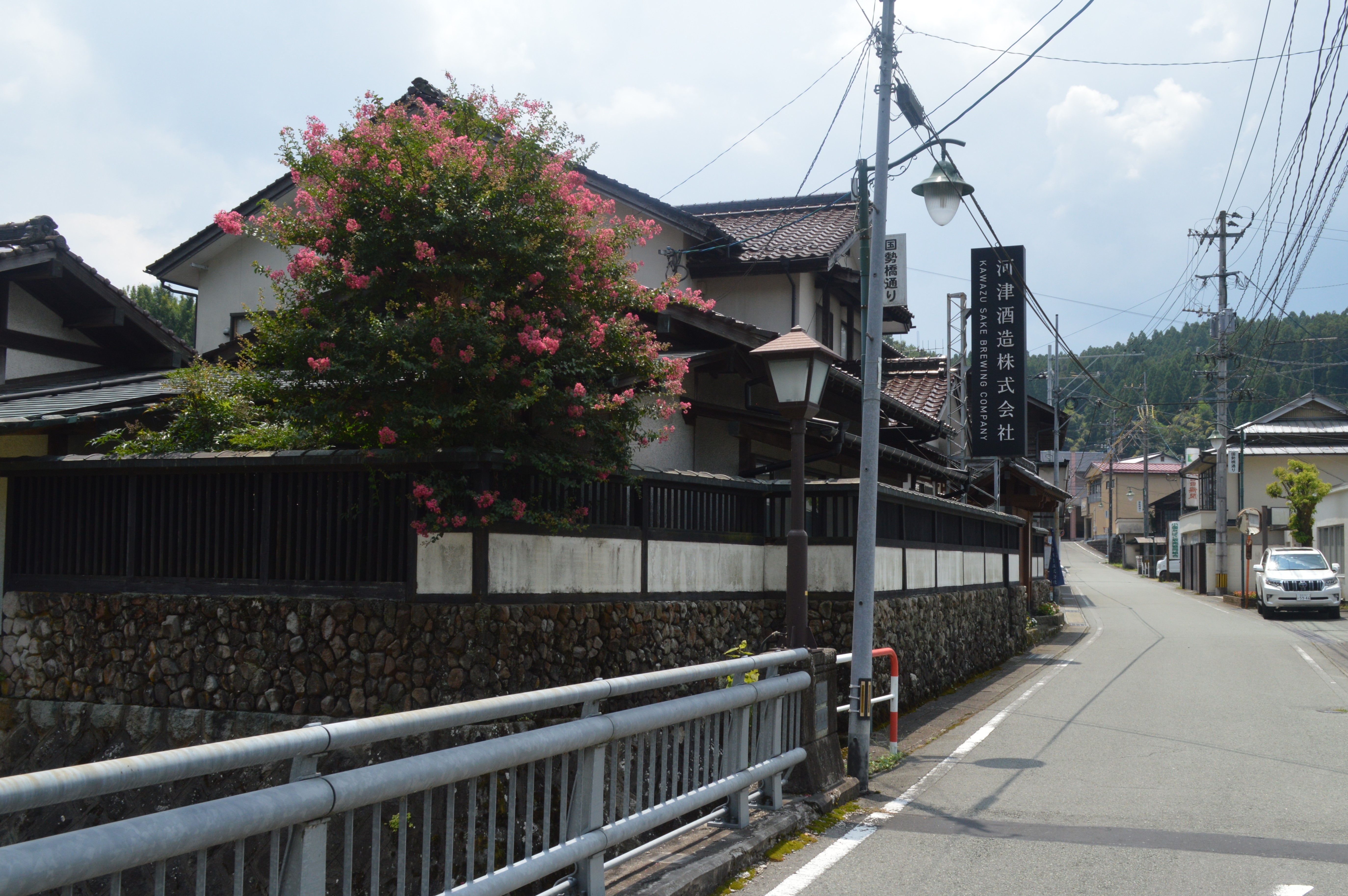
生家の河津酒造

生家は造り酒屋の河津酒造であり、太平洋戦争中の1942年（昭和17年）に小国町議会議員に就任すると、戦後の1948年（昭和23年）には小国町長に就任した。
1957年（昭和32年）からジャージー牛を利用した酪農を振興した。その後乳量の多いホルスタイン導入の声が高まったが小国町のような山村ではジャージー種の方が適していると主張しホルスタインの導入をさせなかった。1959年（昭和34年）に町有地牧野の払下げを行い、その結果共同体として重要な役割を果たしていた大字の影響力が低下した。
また人件費や事務費などの経費削減に努めて、1963年（昭和38年）には小中学校の教科書無償配布と修学旅行費の全額町費負担を実現し、1964年（昭和39年）には国民健康保険の世帯主・家族10割給付の実施を実現した。
なお、生家の河津酒造では国勢調査にちなんだ清酒「国勢」が製造されている。

### その他の役職

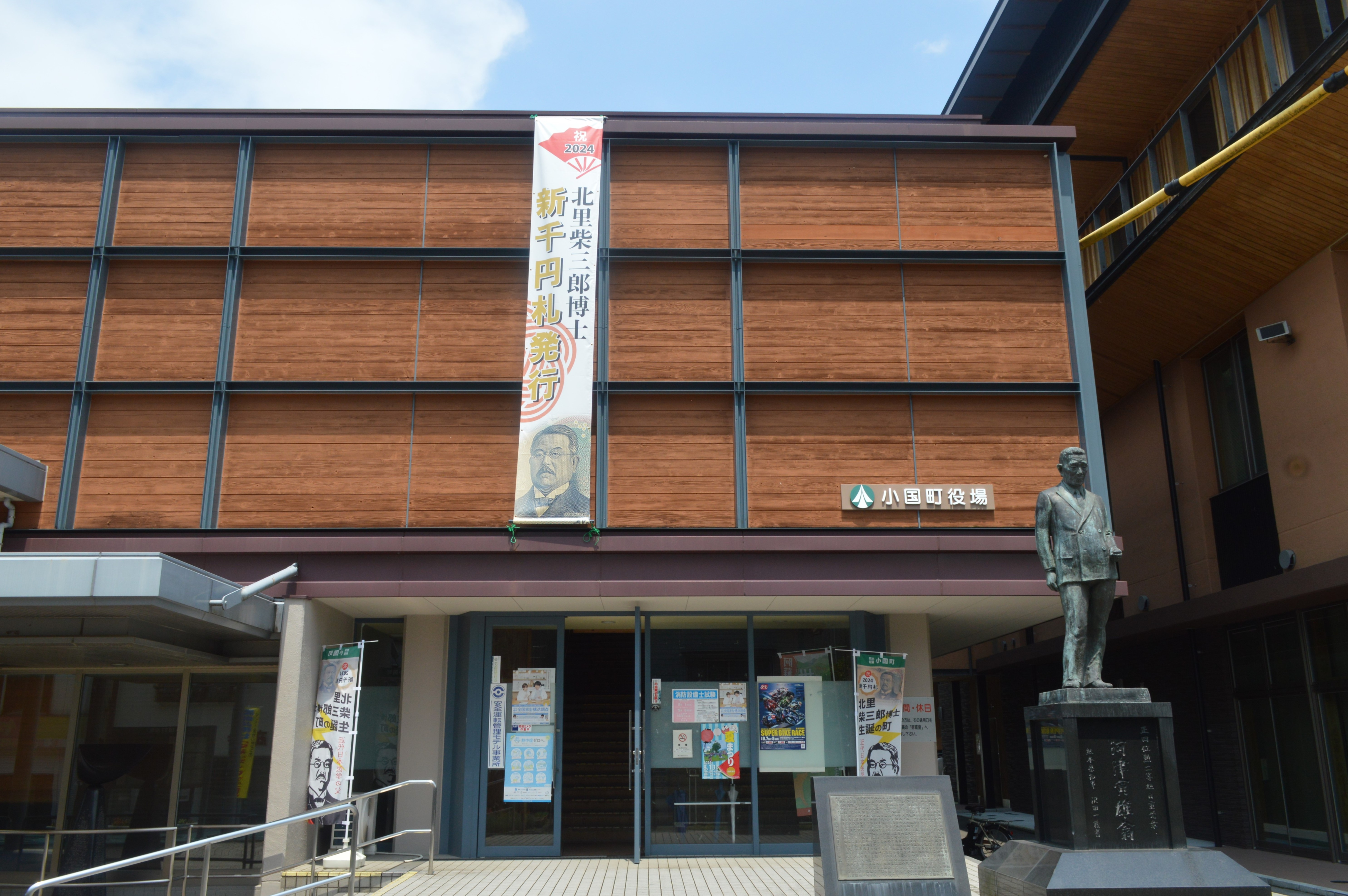
河津の銅像（右）が建つ小国町役場

1957年（昭和32年）には自由民主党熊本県連会長に就任した。1963年（昭和38年）10月には山本力蔵の後任として全国町村会長に就任し、1978年（昭和53年）10月に坂本常蔵に引き継ぐまで13年間に渡って会長を務めた。200もの会長職を務めていた時期もある。
1972年（昭和47年）に財団法人熊本県健康管理協会を立ち上げて初代会長となった。また日本赤十字社熊本県支部長を務め、熊本赤十字病院の設立にも貢献した。
1964年（昭和39年）には藍綬褒章を受章した。1968年（昭和43年）にはテレビ熊本社長に就任した。
1973年（昭和48年）には勲二等旭日重光章を受章した。1979年（昭和54年）2月2日、76歳で死去した。2月6日、正四位を追贈された。

## 顕彰
1997年（平成9年）には熊本県健康管理協会によって河津寅雄賞が設立され、熊本県民の健康増進活動に顕著な功績を果たした人または団体を表彰している。
小国町名誉町民に推挙されている。小国町役場前には河津の銅像が建立されている。

## 河津寅雄を取り上げた作品
常民思想のサムライ ～河津寅雄物語～
河津の生涯を描いたドキュメンタリードラマ。テレビ熊本開局30周年記念番組。1998年3月19日放送。
郷土の偉人シリーズ第20弾『郷土の共に歩んだ真の指導者 河津寅雄』
河津の生涯を描いたドキュメンタリードラマ。2012年10月27日放送。河津寅雄役を東幹久、妻・チヨメ役を映美くらら、秘書役を山崎樹範が演じた。